# Nöther (cràter)

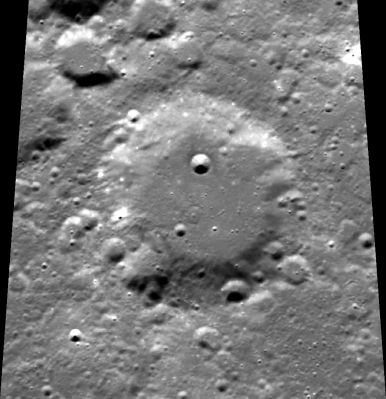
Fotografia de la missió Clementine (1994)

Nöther (també escrit a vegades com Noether) és un cràter d'impacte pertanyent a la cara oculta de la Lluna. Es troba en les latituds septentrionals, al nord-oest de la plana emmurallada del cràter Poczobutt. Al voltant de dos diàmetres del cràter al nord-oest de Nöther es troba Niepce.

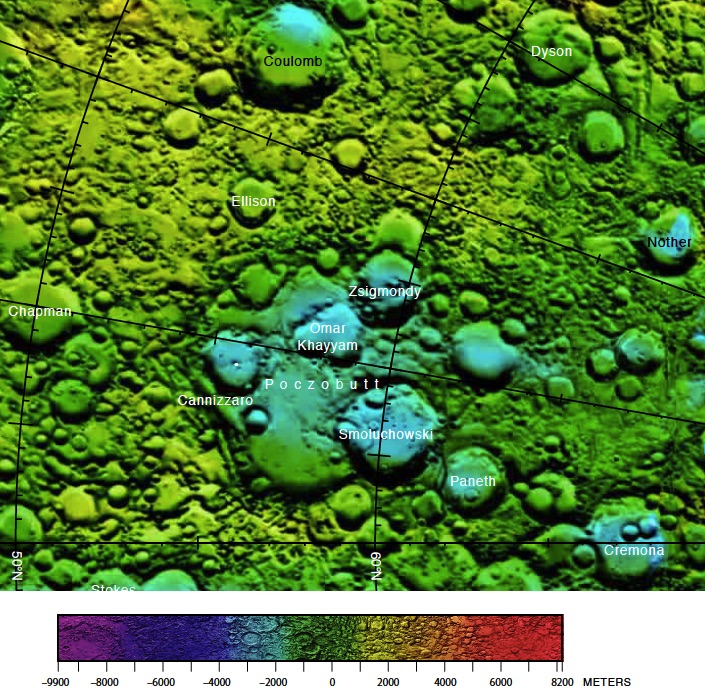
Localització de Nöther (prop del centre de la vora dreta de la imatge)

Aquest és un element antic, notablement erosionat i amb una vora exterior arrodonida i marcada per diversos petits cràters. La paret interior és més estreta en el costat nord-est, mentre que la meitat sud és la més marcada pels impactes. El sòl interior és gairebé pla i sense trets distintius, amb tan sols un petit cràter prop de la paret interior nord-nord-est i un petit cràter en el sud-sud-oest.

## Cràters satèl·lit
Per convenció aquests elements són identificats en els mapes lunars posant la lletra en el costat del punt central del cràter que està més proper a Nöther.
|        | \| Nöther \| Coordenades \| Diàmetre \| \| ------ \| -------------------------------------- \| -------- \| \| A \| 69° 18′ N, 112° 06′ O / 69.3°N,112.1°O \| 29 km \| \| E \| 67° 36′ N, 105° 06′ O / 67.6°N,105.1°O \| 47 km \| \| T \| 66° 18′ N, 121° 30′ O / 66.3°N,121.5°O \| 44 km \| \| U \| 67° 36′ N, 123° 24′ O / 67.6°N,123.4°O \| 36 km \| \| V \| 68° 54′ N, 122° 24′ O / 68.9°N,122.4°O \| 26 km \| \| X \| 68° 54′ N, 116° 48′ O / 68.9°N,116.8°O \| 30 km \| |          |
| Nöther | Coordenades | Diàmetre |
| A      | 69° 18′ N, 112° 06′ O / 69.3°N,112.1°O | 29 km    |
| E      | 67° 36′ N, 105° 06′ O / 67.6°N,105.1°O | 47 km    |
| T      | 66° 18′ N, 121° 30′ O / 66.3°N,121.5°O | 44 km    |
| U      | 67° 36′ N, 123° 24′ O / 67.6°N,123.4°O | 36 km    |
| V      | 68° 54′ N, 122° 24′ O / 68.9°N,122.4°O | 26 km    |
| X      | 68° 54′ N, 116° 48′ O / 68.9°N,116.8°O | 30 km    |